# Aleksandr Arekeev
Aleksandr Arekeev (russe : Александр Викторович Арекеев; né le 10 avril 1982 à Ijevsk) est un coureur cycliste russe.

## Biographie
En 2000, Aleksandr Arekeev est médaillé de bronze du championnat du monde sur route juniors. En 2001, il participe aux championnats du monde à Lisbonne au Portugal. Il y prend la 35e place de la course en ligne des moins de 23 ans. Il est à nouveau présent aux championnats du monde, à Zolder en Belgique. Il y prend la sixième place du contre-la-montre des moins de 23 ans et la 57e de la course en ligne de cette catégorie.
Il devient coureur professionnel en 2004 dans l'équipe italienne Acqua & Sapone. Il remporte en 2007 une étape de Tirreno-Adriatico. En 2010, il court pour l'équipe Katyusha Continental. Il se classe troisième du championnat de Russie du contre-la-montre cette année-là.

## Palmarès

### Palmarès amateur
- 2000
  - Brescia-Monte Magno
  - Gran Premio dell'Arno
  - Giro della Lunigiana :
    - Classement général
    - 2e étape

  - 2e du Tre Ciclistica Bresciana
  -  Médaillé de bronze du championnat du monde sur route juniors
- 2001
  - Trofeo Alta Valle del Tevere
- 2002
  - 2e du Trofeo Gianfranco Bianchin
  - 2e de la Coppa della Pace
  - 3e du Giro del Canavese
  - 6e du championnat du monde du contre-la-montre espoirs
  - 7e du championnat d'Europe sur route espoirs
- 2003
  - 2e du Grand Prix de Poggiana

### Palmarès professionnel
- 2007
  - 2e étape de Tirreno-Adriatico
- 2010
  - 3e du championnat de Russie du contre-la-montre

### Résultat sur les grands tours

#### Tour d'Italie
1 participation
- 2007 : abandon (14e étape)

## Classements mondiaux
| Année           | 2006 | 2007 | 2008 | 2009 | 2010 |
| --------------- | ---- | ---- | ---- | ---- | ---- |
| UCI Europe Tour | 326e | 957e | 437e |      | 848e |